# 克雷莫纳钟楼

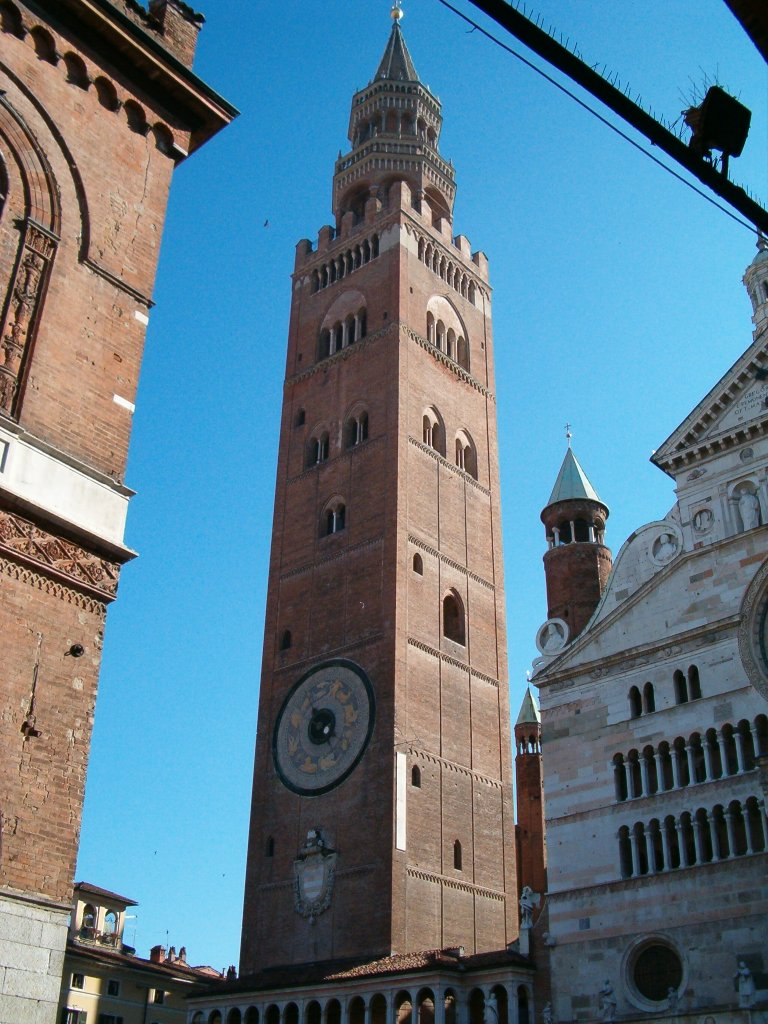
克雷莫纳钟楼

克雷莫纳钟楼（Torrazzo di Cremona）是意大利北部伦巴第大区克雷莫纳市克雷莫纳主教座堂的钟楼，高112.7米，是世界第二高砖砌钟楼，仅次于巴伐利亚的兰茨胡特主教座堂钟楼。
克雷莫纳钟楼的建造分为4个阶段：1230年代、1250到1267年、1284年前后、1309年。
克雷莫纳钟楼的第四层有世界最大的天文钟，造于1583到1588年。